# Basketball-Südamerikameisterschaft 1935
Die Basketball-Südamerikameisterschaft 1935, die vierte Basketball-Südamerikameisterschaft, fand zwischen dem 19. und 29. Juni 1935 in Rio de Janeiro, Brasilien statt. Gewinner war die Nationalmannschaft Argentiniens, die ihren vor einem Jahr errungenen Titel erfolgreich verteidigen konnte.

## Abschlussplatzierung
1. Argentinien
2. Brasilien
3. Uruguay

## Ergebnisse
Jede Mannschaft spielte gegen jeden Gegner zweimal, sodass jede Mannschaft vier Spiele zu absolvieren hatte. Pro Sieg gab es zwei Punkte, für eine Niederlage immerhin noch einen Punkt. Die Mannschaft, die nach den Begegnungen auf Rang eins stand, wurde Südamerikameister 1935.
| Platzierung | Mannschaft  | Punkte | G | V | Körbe   | Diff |
| ----------- | ----------- | ------ | - | - | ------- | ---- |
| 1           | Argentinien | 7      | 3 | 1 | 117:102 | +15  |
| 2           | Brasilien   | 6      | 2 | 2 | 107:106 | +1   |
| 3           | Uruguay     | 5      | 1 | 3 | 107:123 | −16  |

|  |  | Argentinien | 28 – 23 | Brasilien |  |
|  |  |             |         |           |  |
|  |  |             |         |           |  |
|  |  |             |         |           |  |

|  |  | Brasilien | 30 – 20 | Argentinien |  |
|  |  |           |         |             |  |
|  |  |           |         |             |  |
|  |  |           |         |             |  |

|  |  | Argentinien | 33 – 19 | Uruguay |  |
|  |  |             |         |         |  |
|  |  |             |         |         |  |
|  |  |             |         |         |  |

|  |  | Uruguay | 30 – 36 | Argentinien |  |
|  |  |         |         |             |  |
|  |  |         |         |             |  |
|  |  |         |         |             |  |

|  |  | Brasilien | 29 – 27 | Uruguay |  |
|  |  |           |         |         |  |
|  |  |           |         |         |  |
|  |  |           |         |         |  |

|  |  | Uruguay | 31 – 25 | Brasilien |  |
|  |  |         |         |           |  |
|  |  |         |         |           |  |
|  |  |         |         |           |  |

| Argentinien          |
| Meister Argentinien  |
| Zweite Meisterschaft |